# Samuel Beckett
 Der er for få eller ingen kildehenvisninger i denne artikel, hvilket er et problem. Du kan hjælpe ved at angive troværdige kilder til de påstande, som fremføres i artiklen.

Samuel Barclay Beckett (født 13. april 1906, død 22. december 1989) var en irskfødt, engelsk- og fransksproget forfatter af både romaner, noveller, drama, digte og kortprosa indenfor den litterære strømning, som er blevet kaldt "det absurde".
Absurditeten går dog mest på en karakteristik af de skildrede, fiktive personers situation. Stilistisk er Beckett nærmest minimalistisk, idet han sprogligt såvel som i forhold til "handlingen" befinder sig så tæt på et nulpunkt, man kan komme, uden at historien og sproget tilintetgøres.
Mest kendt er nok hans skuespil, særligt Mens vi venter på Godot, Slutspil og Krapps sidste bånd. Af hans romaner kan nævnes Murphy, Watt og trilogien: Molloy, Malone dør og Den Unævnelige, samt den sidste af hans tekster i romanlængde Hvordan det er.
Beckett boede det meste af sit liv i Frankrig og skrev en stor del af sine værker på fransk. Ofte oversatte han senere værkerne til engelsk, og flere af de oprindeligt engelske tekster oversatter han til fransk, således at størstedelen hans livsværk foreligger på to sprog i oversættelser fra forfatterens egen hånd.
Becketts betydning for moderne drama er enorm. (Se blandt andet Harold Bloom: The Western Canon s: 459- 479)
Samuel Beckett modtog Nobelprisen i litteratur i 1969.
Beckett ligger begravet på Montparnasse-kirkegården i Paris.

### Værker oversat til dansk
| Dansk titel                              | Genre                | Oversætter                    | År   | Originaltitel                                     | År        | Forlag               | ISBN                   |
| ---------------------------------------- | -------------------- | ----------------------------- | ---- | ------------------------------------------------- | --------- | -------------------- | ---------------------- |
| Proust                                   | monografi            | Niels O. Hass                 | 1999 | Proust                                            | 1931      | Rosinante            | ISBN 87-7357-989-0     |
| Murphy                                   | roman                | Uffe Harder                   | 1966 | Murphy                                            | 1938      | Arena                |                        |
| Mercier og Caamier                       | roman                | Karsten Sand Iversen          | 2011 | Mercier and Camier                                | 1945      | Gyldendal            | ISBN 978-87-02-08396-5 |
| Verden og bukserne Forhindringens malere | ssays                | Uffe Harder                   | 1991 | Le monde et le pantalon Peintres de l'empêchement | 1945      | Edition Bløndal      | ISBN 87-88978-35-4     |
| Molloy                                   | roman                | Uffe Harder                   | 1961 | Molloy                                            | 1951      | Arena                |                        |
| Vi venter på Godot                       | skuespil             | Chr. Ludvigsen/Klaus Rifbjerg | 1957 | En attendant Godot                                | 1952/1977 | Arena/Bristolteatret |                        |
| Malone dør                               | roman                | Uffe Harder                   | 1963 | Malone meurt                                      | 1952      | Arena                |                        |
| Den unævnelige                           | roman                | Uffe Harder                   | 1964 | L'innomable                                       | 1953      | Arena                |                        |
| Watt                                     | roman                | Uffe Harder                   | 1978 | Watt                                              | 1953      | Arena                | ISBN 87-7405-605-0     |
| Den udstødte – noveller og tekster       | noveller, essays     | Uffe Harders                  | 2002 | Nouvelles et textes pour rien                     | 1955      | Gyldendal            | ISBN 87-02-00508-5     |
| Noveller og tekster for intet            | noveller, essays     | Uffe Harder                   | 1968 | Nouvelles et textes pour rien                     | 1955      | Arena                |                        |
| Stumspil – pantomime for én skuespiller  | skuespil             |                               | 1967 | Acte sans paroles                                 | 1956      | Danmarks Radio       |                        |
| Hvo som falder                           | hørespil og skuespil | Chr. Ludvigsen                | 1963 | All that fall, Play                               | 1957      | Arena                |                        |
| Slutspil                                 | skuespil             | Chr. Ludvugsen                | 1968 | Fin de partie                                     | 1957      | Danmarks Radio       |                        |
| Slutspil og Scene uden ord               | skuespil             | Chr. Ludvigsen                | 1958 | Fin de partie suivi de Acte sans paroles          | 1957      | Arena                |                        |
| Krapps sidste bånd                       | skuespil             |                               |      | Knapp's Last Tape                                 | 1959      |                      |                        |
| Hvordan det er                           | roman                | Uffe Harder                   | 1964 | Comment c'est                                     | 1961      | Arena                |                        |
| Tekst og musik                           | hørespil             |                               | 1973 | Words and Music                                   | 1962      | Danmarks Radio       |                        |
| Glade dage                               | skuespil             | Chr. Ludvigsen                | 1962 | Happy Days                                        | 1962      | Arena                |                        |
| Ikke osse Joe – et spil for fjernsyn     | skuespil             | Jørgen Andersen               | 1967 | Eh Joe                                            | 1967      | Danmarks Radio       |                        |
| Uden                                     | hørespil             | Uffe Harder                   | 1972 | Lessness                                          | 1970      | Danmarks Radio       |                        |
| Selskab                                  | essays               | Uffe Harder                   | 1981 | Company                                           | 1979      | Arena                | ISBN 87-7405-170-9     |
| Dårligt set dårligt sagt                 | essays               | Uffe Harder                   | 1983 | Mal vu mal dit                                    | 1981      | Brøndum              |                        |
| Spil og tekster                          | skuespil og essays   | Uffe Harder (+ red.)          | 1975 | Words and Music, Cascando, Premier amour m.fl.    |           | Arena                |                        |